# Accademia degli Infecondi
Col termine "Accademia degli Infecondi" sono conosciute due accademie letterarie sorte fra il XVII e il XVIII secolo, rispettivamente a Roma e a Prato.

## L'Accademia degli Infecondi di Roma
L'Accademia degli Infecondi fu fondata a Roma nel 1613 e si estinse nel 1714 per essere poi rifondata nel 1732 dall'Abate Ridolfi. Il Valesio annota l'adunanza dell'Accademia nel palazzo Riario alla Lungara in data 5 gennaio 1733 (Diario di Roma, tomo 19, C.C.,tomo 19, cred. XIV, cat. 1168, anni 1733-1736, cc. 5 r-5v) "Questa sera dalli Academici Infecondi, che altre volte stavano nel Convento di S. Carlo à Catinari si recitarono varie composiz.i poetiche nel Palazzo de’ Riari sfittato alla Lungara, è vi fu anche una cantata in musica e vi furono sette Cardinali. L’Accademia la fece fare il Card.le Gentili in onore della B.ma Vergine, e terminò dopo le 3 ore di notte avendo avuto principio circa la p.a ora".
Durante le adunanze, in genere settimanali, venivano lette e commentate opere di prosa e di poesia, sia degli stessi accademici, che di altri autori. I documenti venivano poi raccolti e pubblicati agli atti dell'Accademia.
Da appartenenti all'Accademia degli Infecondi presero avvio nel 1688 quella del Platano, nel 1694 quella dei Pellegrini, nonché nel 1690 l'Accademia dell'Arcadia.

## L'Accademia degli Infecondi di Prato
L'Accademia degli Infecondi di Prato fu fondata nel 1715 (o nel 1712) come accademia teatrale e letteraria. Dopo un periodo di declino, risorse agli inizi del XIX secolo, coniugando argomenti scientifici agli originari interessi letterari. Nel 1841 l'Accademia cessò la propria attività. Aveva sede nel Palazzo Dragoni in Piazza Duomo.